# Мисисипи
Мисисипи (енгл. Mississippi) је америчка савезна држава која се налази на југоистоку САД. На северу се граничи са Тенесијем, на истоку са Алабамом, на северозападу са Арканзасом, на југозападу са Луизијаном, а на југу се налази Мексички залив. Западна граница је већином одређена током истоимене реке Мисисипи. Мисисипи је 32. по површини и 35. по броју становника од 50 америчких савезних држава. Главни и уједно највећи град је Џексон.
Мисисипи је 10. децембра 1817. године приступио Унији и постао 20. америчка савезна држава. До 1860. Мисисипи је постао највећи национални произвођач памука, а 55% становништва државе чинили су робови. Мисисипи је 9. јануара 1861. године прогласио сецесију од Уније поставши једна од седам држава чланица Конфедерације, које су чиниле највеће робовласничке државе САД. После Америчког грађанског рата поново постаје чланица Уније 23. фебруара 1870. године.
До велике миграције тридесетих година 19. века, Афроамериканци су чинили већинско становништво Мисисипија. По подацима из 2010. године 37,3% становништва чине Афроамериканци, што је највиши проценат од свих савезних држава. Мисисипи је био место значајних догађаја покрета за грађанска права као што су Побуна Оле Мис из 1962. године коју су покренули бели студенти који су се противили десегрегацији, убиство борца за људска права Медгара Еверса 1963. године и убиство тројице активиста за право гласа 1964. године.
Мисисипи је међу савезним државама прилично ниско рангиран када су у питању здравство, образовање и развој, али високо рангиран када је у питању сиромаштво. Пословица "Хвала Богу на Мисисипију" популарна је међу становницима других ниско рангираних савезних држава јер их екстремно ниско рангирање Мисисипија поштеђује последњег места на националним ранг-листама.
Мисисипи се готово у потпуности налази унутар приобалне равнице Залива и углавном се састоји од низијских равница и ниских брда. На северозападном делу се налази делта реке Мисисипи, као део њене алувијалне равни. Највиши врх је планина Вудал (енгл. Woodall Mountain) са висином од 246 метара надморске висине. У Мисисипију преовладава влажна суптропска клима.

## Етимологија
Име савезне државе Мисисипи изведено је од истоимене реке Мисисипи која тече и чини њену западну границу. Европски досељеници су је назвали према речи из оџибвејске речи ᒥᓯ-ᓰᐱ (транслит. „misi-ziibi” — прев. „велика река”).

## Историја

### Претколонијални период
Око 10 000 година п. н. е, Палео-Индијанци су дошли у део који се данас назива америчким југом. Палео-Индијанци су били ловци-сакупљачи и ловили су мегафауну која је изумрла при крају плеистоцена. Индијанска насеља развијала су се у долини реке Мисисипи на природним насипима и узвишењима. У близини својих сталних села обрађивали су велика поља и развијали пољопривреду. Установили су праксу локализованог крчења шума, али нису у целини променили екологију делте Мисисипија.
Средином деветог века нове ере почиње се развијати Мисисипијска култура. Њу су карактерисала богата и сложена пољопривредна друштва градитеља хумки у којима се развијају и специјализовани занати. Ови народи су имали трговачку мрежу која се протезала континентом од Великих језера до обале Мексичког залива. Њихове велике грађевине, представљајући њихову космологију политичких и верских уверења, и данас се налазе на обалама река Мисисипи и Охајо. Потомци индијанских племена Мисисипијске културе су  народи Чикасо и Чокто.
Прву велику европску експедицију на територији данашњег Мисисипија предводио је шпански истраживач Ернандо де Сото, који је прошао кроз њен североисточни део 1540. године у својој другој експедицији у Новом свету.

### Колонијални период
Априла 1699. године француски колонисти основали су прво европско насеље Стари Билокси у близини данашњег Ошан Спрингса. Године 1716. Французи су основали Начез, град који ће постати доминантно трговачко место у тој области. Французи су ову област почели називати Новом Француском, иако су Шпанци наставили да полажу право на део заливске обале данашње јужне Алабаме поред целе области данашње Флориде.
Током колонијалне ере, европски досељеници увозили су поробљене Африканце за рад на плантажама. За време француске и шпанске власти развила се класа слободних обојених људи, махом мешовитог порекла, углавном потомака европских мушкараца и поробљених или слободних црнкиња, те њихове деце мелеза. У раним данима француски и шпански колонисти већином су били мушкарци. Чак и када се све више Европљанки почело придруживати насељима, мушкарци су имали међурасне заједнице са женама афричког и вишерасног порекла. Европљани би често помагали својој вишерасној деци да се образују или да постану шегрти у занатским радњама, намиривали им имовину и ослобађали њихове мајке и децу из ропства. Са овим друштвеним капиталом, слободни обојени људи постали су занатлије, а понекад и образовани трговци и власници имовине, чинећи трећу класу између Европљана и већине поробљених Африканаца у француским и шпанским насељима.
После победе Велике Британије у Француско-индијанском рату, колонијалном делу Седмогодишњег рата, Французи су им предали област Мисисипија према условима Париског споразума (1763). Такође су уступили своје области на северу које су биле источно од реке Мисисипи, укључујући земљу Илиноис и Квебек. После Париског мира (1783), доњи део Мисисипија је дошао под шпанску власт као део Западне Флориде. Године 1819. Споразумом Адамс-Онис, Сједињене Државе су завршиле куповину Западне Флориде и целе Источне Флориде, које ће 1822. године бити спојене у Територију Флориду.

### Америчка територија
После Америчке револуције (1775-1783), Британија је уступила ово подручје новим Сједињеним Америчким Државама. Територија Мисисипија је успостављена 7. априла 1798. године. Територија Мисисипија касније је два пута проширена како би укључила спорну територију на коју полажу право и Сједињене Државе и Шпанија.
Између 1800. и 1830. године, Сједињене Државе су куповале земљу од индијанских племена за нова насељавања Американаца европског порекла. Досељеници су углавном били мигранти из других јужних савезних држава, посебно Вирџиније и Северне Каролине, где је тло било исцрпљено. Нови досељеници наставили су да задиру у земљу народа Чокто и притискали су савезну владу да протера Индијанце. Дана 27. септембра 1830. године потписан је Уговор Дансинг Рабит Крик између америчке владе и народа Чокто. Индијанци су пристали да продају своју домовину у Мисисипију и Алабами, уз компензацију и пресељење у резервате на индијанској територији (данас територија Оклахоме). Ово је ослободило земљиште за продају европско-америчким мигрантима за насељавање.
Чланом 14 Уговора омогућено је оним Индијанцима који су одлучили да остану да постану амерички држављани, јер се сматрало да се тако одричу свог племенског статуса. Они су постали друга највећа индијанска етничка заједница које је то учинила (неки припадници народа  Чироко су били први који су то учинили, бирајући да остану у Северној Каролини и другим областима уместо да се придруже уклањању). Данас број њихових потомака јесте 9.500 особа које се идентификују као припадници народа Чокто у неколико округа Мисисипија.
Многи робовласници су довели поробљене Афроамериканце са собом или их купили путем домаће трговине робљем, посебно у Њу Орлеансу. Процењује се да је око милион црних робова насилно превезено на Дубоки југ, укључујући и територију Мисисипија, у интерној миграцији која је разбила многе породице робова на Горњем југу, где су власници плантажа продавали вишак робова. Јужњаци су усвојили робовске законе на Дубоком југу и ограничили права слободних црнаца.
Почевши од 1822. године, робови у Мисисипију били су законски заштићени од окрутних и необичних казни од стране својих власника. Кодекси о јужњачким робовима су у већини случајева намерног убијање роба ставили ван закона. На пример, случај Оливер против државе из 1860. године оптужио је оптуженог за убиство сопственог роба.

## Географија
Држава је смештена источно од истоимене реке на њеном доњем току. Подручје је највећим делом равно, с неколико мањих узвишења на крајњем североистоку. На југу држава има уски појас обале којом излази на Мексички залив. Мисисипи се граничи на северу с Тенесијем и Алабамом на истоку, док се на западној страни реке Мисисипи налазе Арканзас и Луизијана.
Држава Мисисипи је сачињена од низија, највиша тачка је планина Вудал, у подножју Камберландских планина 246 m изнад нивоа мора. Најнижа тачка је на нивоу мора на Голфској обали. Већина Мисисипија је део Голфске обалске равни. Обалска раван је претежно сачињена од ниских брда као што је Пајн Хилс на југу и Норт Сентрал Хилс. Понтоток Риџ и Фол Лајн Хилс на североистоку су нешто више. Лесно земљиште се може наћи на западу државе. На североистоку је плодна црница која се протеже до Црног појаса Алабаме. Подручје државе састоји се од две плодне низије, речне долине реке Мисисипи и његове делте уз Мексички залив, као и брежуљкастог подручја на североистоку. Поред реке Мисисипи која доминира подручјем, одређено значај има њена притока Јазу. Највеће реке у Мисисипију су Велика црна река, Бисерна река, Јазу, Паскагула, Томбигби. Највећа језера су резервоар Рос Барнет, Аркабутла, Сардис и Гренада. Највеће од наведених је језеро Сардис.
На северозападу, земљу чини делта Мисисипија, дела алувијалне равни Мисисипија. Раван је уска на југу и постепено се шири северно од Викзбурга. Та регија има плодно земљиште, које се делом састоји из муља који је донесен поплавама Мисисипија. 
Мисисипи је претежно шумски предео са више од пола земље прекривено дрвећем, укључујући превасходно бор, памук, храст, орах, брест и биљка позната као хикори.

### Клима
Мисисипи има влажну суптропску климу са дугим летима и кратким и благим зимама. Просечне температуре осцилирају од 95 °F (око 35 °C) у јулу, и око 48 °F (око 9 °C) у јануару. Температуре лети мало варирају широм државе, али зими, регија близу Мисисипи Саунда је знатно топлија него део унутар континента. Измерена температура у Мисисипију је варирала од −19 °F (−28,3 °C) 1966 на Коринту североисточно до 46,1 °C (115,0 °F) 1930 код Холи Спрингза на северу. Могуће су обилне падавине снега широм државе као што је било током Новогодишње снежне олује из 1963. године. Просечне годишње падавине се повећавају од севера ка југу, заједно са регијама у близини Голфског Залива. Дакле, Кларксдејл на северозападу има око 50 инча (око 1,270 mm) падавина годишње, а Билокси на југу око 61 инча (око 1,550 mm). Снег пада на северу и у централном делу државе, а повремено на југу. 
Крај лета и почетак јесени представља почетак ураганске сезоне. Урагани се крећу из Мексичког залива, и долазе у унутрашњост Мисисипија, посебно у јужни део државе. Ураган Камила 1969. године и ураган Катарина 2005. године, који су побили 238 људи у држави, су најразорнији урагани који погодили државу. Мисисипи има у просеку 27 торнада годишње. Два од пет најопаснијих торнада у америчкој историји су погодили Мисисипи. Око 7 торнада скале Ф5 су забележени у овој држави.

### Екологија
Због сезонских поплава, могуће је да од децембра до јуна, река Мисисипи ствара плодну плавну раван у делти Мисисипија, укључујући и њене притоке. Да би контролисали поплаве, робови су направили насипе дуж реке Мисисипи. Поплаве су одувек биле значајан део историје Мисисипија. Године 1879, Конгрес Сједињених Америчких Држава створио је Комисију Реке Мисисипи, чија одговорност укључује помагање одбора за насипе.

## Демографија
| 1900.     | 1910.     | 1920.     | 1930.     | 1940.     | 1950.     | 1960.     | 1970.     | 1980.     | 1990.     | 2000.     | 2010.     |
| --------- | --------- | --------- | --------- | --------- | --------- | --------- | --------- | --------- | --------- | --------- | --------- |
| 1.551.270 | 1.797.114 | 1.790.618 | 2.009.821 | 2.183.796 | 2.178.914 | 2.178.141 | 2.216.912 | 2.520.638 | 2.573.216 | 2.844.658 | 2.967.297 |

Према попису из 2000. порекло највећег броја староседелаца јесте:
- америчко (14,2%)
- ирско (6,9%)
- енглеско (6,1%)
- немачко (4,5%)
- француско (2,3%)
- шкотско-ирско (2,3%)
- италијанско (1,4%)
- шкотско (1,2%)